# Girls und Panzer
Girls und Panzer (japonês: ガールズ&パンツァー, Hepburn: Gāruzu ando Pantsā, lit.  "Garotas e Tanques"") é uma série de televisão de anime japonesa de 2012, criada pelo estúdio Actas.
A história envolve um grupo de meninas colegiais que participam em competições de batalhas de tanques contra outras escolas rivais de ensino médio. Estas batalhas de tanques são encaradas como um desporto.
A série foi dirigida por Tsutomu Mizushima e produzida por Kiyoshi Sugiyama. Takaaki Suzuki, que atuou anteriormente como conselheiro de história militar para outros animes (Strike Witches e Upotte), esteve envolvido na produção do anime.
A série esteve no ar no Japão entre outubro e dezembro de 2012. Dois episódios adicionais foram para o ar em março de 2013 e um OVA (This Is the Real Anzio Battle!) foi lançado em julho de 2014. Em novembro de 2015, o filme Girls und Panzer der Film foi estreado no Japão atuando como sequela à série de TV principal. Nove séries de mangá e uma light novel foram publicadas pela Media Factory. O sucesso gerou uma série de filmes em seis partes intitulada Girls und Panzer: The Final Chapter.

## Enredo
A história desenrola-se num universo onde grandes comunidades de pessoas vivem a bordo de cidades construídas em grandes porta-aviões. Cada porta-avião tem uma academia diferente e, por isso, os porta-aviões são conhecidos como Academy Ships. Das muitas atividades em que as meninas podem participar nas Academias, uma das mais populares é a "arte do tanque" (戦車道, sensha-dō). Para além de ser encarado como um desporto competitivo, o sensha-dō consiste na arte de operar tanques de guerra e é considerada uma arte marcial apropriada para meninas. O Ōarai Girls High School é uma escola para meninas do ensino secundário e, por isso, competem com tanques da Segunda Guerra Mundial.
A principal protagonista da história chama-se Miho Nishizumi, uma menina vinda duma família com forte tradição no sensha-dō, mas que, devido a um acidente traumático do passado, quer fugir a esse desporto. Miho, após saber que o Ōarai Girls High School não possuía essa atividade na lista de clubes de actividades extracurriculares, decidiu transferir-se para lá, de modo a poder fugir a esse desporto. Contudo, após Miho fazer alguns novos amigos, o Conselho Estudantil da escola decide reativar o clube de sensha-dō de Ōarai e tenta coagir Miho a juntar-se ao clube, dado que ela é a única com alguma experiência no desporto. Miho inicialmente fica relutante em juntar-se ao clube e é praticamente forçada a entrar. Porém, após participar em alguns treinos com as suas novas amigas, Miho readquire o gosto pela arte marcial e é votada pelas colegas como comandante do clube. Após isso, o Conselho Estudantil inscreveu a escola no torneio nacional de sensha-dō, onde as meninas terão de enfrentar outros colégios em batalhas de tanques.

## Mídia

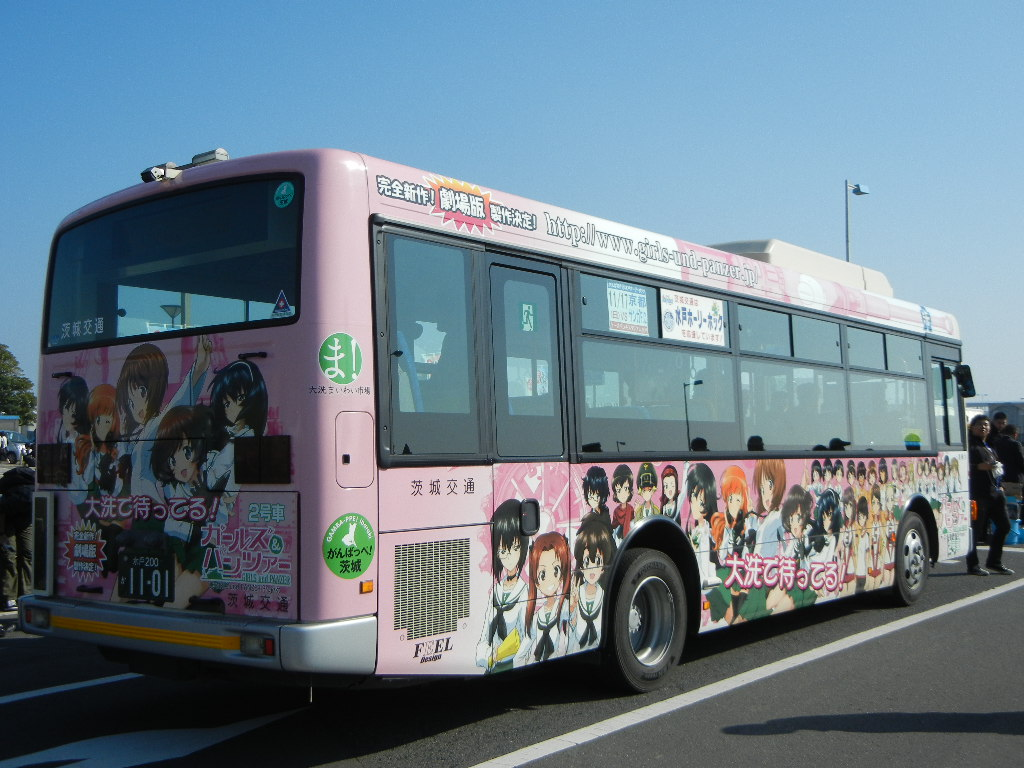
Um autocarro promocional da série.

### Série de anime
A série de televisão produzida pela Actas e transmitida simultaneamente pela Crunchyroll foi para o ar no Japão em outubro de 2012 e conta com 12 episódios, mais 2 episódios de recapitulação. A série é dirigida por Tsutomu Mizushima e escrita por Reiko Yoshida, estando Humikane Shimada encarregue do design das personagens originais. Devido a atrasos na produção, os dois episódios finais foram adiados para março de 2013 e, em substituição, foram transmitidos episódios de recapitulação.
A série foi licenciada nos Estados Unidos da América pela Sentai Filmworks que a lançou em dezembro de 2013. No episódio 8, uma cena onde os tanques da Pravda Girls High School cavalgam ao som da música tradicional russa "Katyusha" teve que ser removida na versão da Sentai Filmworks devido a licenças de direito de autor. Uma versão instrumental da música "Korobeiniki" foi usada em sua substituição.
O tema de abertura do anime chama-se "DreamRiser" e é interpretado por ChouCho. O tema de fecho chama-se "Enter Enter MISSION!" e é interpretado por Mai Fuchigami, Ai Kayano, Mami Ozaki, Ikumi Nakagami e Yuka Iguchi.

### Original Video Animation
Um OVA de 38 minutos chamado "This Is The Real Anzio Battle" foi estreado em 12 salas de cinema no Japão a 5 de julho de 2014 e em 25 de julho de 2014 as versões de Blu-ray e DVD ficaram disponíveis. Este OVA foca-se na batalha contra a Anzio Girls High School a contar para a segunda eliminatória do torneio nacional de sensha-dō, batalha essa que foi omitida da série de televisão principal, onde apenas o desfecho foi mostrado. Este OVA introduz novos personagens como a comandante da escola de Anzio, Anchovy e as suas vice-comandantes Carpaccio e Pepperoni.

### Jogo
Um jogo baseado na série, intitulado Girls und Panzer: Master the Tankery! (ガールズ＆パンツァー 戦車道、極めます！, Gāruzu ando Pantsā Senshadō, Kiwamemasu!), foi desenvolvido pela Namco Bandai Games e lançado para o PlayStation Vita no Japão em 26 de junho de 2014. O jogo é um jogo de tiro de tanque em terceira pessoa, que possui uma mecânica de jogo onde o jogador é capaz de alternar entre diferentes tanques no campo de batalha em tempo real, a fim de controlar vários tanques na mesma equipa. O jogador é capaz de controlar o tanque quer como terceira pessoa quer como scoop (mira), durante o combate. O jogo possui um modo de história, além de um modo de "Battle Royale", onde o jogador pode formar equipas conforme quiser.